# Hesleyhurst
 (février 2024).
Hesleyhurst est une paroisse civile du Northumberland, en Angleterre. La population de la paroisse civile au recensement de 2011 était de 	30 habitants.